# Takeo Takahashi
Takeo Takahashi (jap. 高橋 武夫, Takahashi Takeo; * 13. Mai 1947 in Tokio) ist ein ehemaliger japanischer Fußballspieler.

## Nationalmannschaft
1966 debütierte Takahashi für die japanische Fußballnationalmannschaft. Takahashi bestritt 14 Länderspiele und erzielte dabei vier Tore.

## Persönliche Auszeichnungen
- Japan Soccer League Best Eleven: 1967